# Championnat de Saint-Marin de football 1987-1988
Navigation
Saison précédente Saison suivante
La saison 1987-1988 Serie A1 était la troisième édition de la première division saint-marinoise.
Lors de celle-ci, le SP La Fiorita a tenté de conserver son titre de champion face aux neuf meilleurs clubs saint-marinois lors d'une série de matchs se déroulant sur toute l'année.
Lors de cette saison, la fédération saint-marinoise décide de faire passer le nombre de clubs en Serie A1 à dix.
Parmi ces dix clubs, les deux derniers du classement ont été relégués en Serie A2 et les quatre premiers se sont retrouvés en playoffs en compagnie des deux meilleurs clubs de seconde division.
C'est le SP Tre Fiori qui a été sacré champion de Saint-Marin pour la première fois de son histoire.

## Les 10 clubs participants
| Club                | Ville          |
| ------------------- | -------------- |
| GS Dogana           | Serravalle     |
| SC Faetano          | Faetano        |
| SP Cailungo         | Borgo Maggiore |
| SP Domagnano        | Domagnano      |
| SP La Fiorita       | Montegiardino  |
| SP Libertas         | Borgo Maggiore |
| SP Tre Fiori        | Fiorentino     |
| SS Folgore/Falciano | Serravalle     |
| SS Montevito        | Fiorentino     |
| SS Murata           | Saint-Marin    |

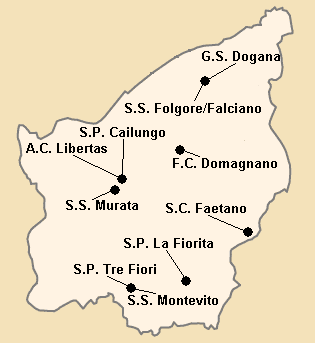
Localisation des clubs engagés dans le championnat.

En raison du peu de nombre de stades se trouvant sur le territoire de Saint-Marin, les matchs sont joués par tirage au sort sur un des six stades suivants :
- Stadio Olimpico (Serravalle)
- Campo di Fiorentino (Fiorentino)
- Campo di Acquaviva (Chiesanuova)
- Campo di Dogana (Serravalle)
- Campo Fonte dell'Ovo (Domagnano)
- Campo di Serravalle (Serravalle)

## Compétition

### Classement
| Rang | Équipe                  | Pts | J  | G  | N | P  | Bp | Bc | Diff |
| ---- | ----------------------- | --- | -- | -- | - | -- | -- | -- | ---- |
| 1    | SP Tre Fiori (P)        | 25  | 18 | 11 | 3 | 4  | 27 | 14 | +13  |
| 2    | SS Folgore/Falciano (P) | 23  | 18 | 10 | 3 | 5  | 27 | 15 | +12  |
| 3    | SC Faetano              | 21  | 18 | 8  | 5 | 5  | 31 | 20 | +11  |
| 4    | SP Libertas             | 20  | 18 | 8  | 4 | 6  | 34 | 26 | +8   |
| 5    | SP Domagnano (P) (C)    | 19  | 18 | 5  | 9 | 4  | 27 | 27 | 0    |
| 6    | SP La Fiorita (T)       | 18  | 18 | 6  | 6 | 6  | 24 | 25 | -1   |
| 7    | GS Dogana               | 18  | 18 | 6  | 6 | 6  | 18 | 25 | -7   |
| 8    | SS Montevito            | 16  | 18 | 4  | 8 | 6  | 17 | 21 | -4   |
| 9    | SS Murata               | 14  | 18 | 3  | 8 | 7  | 23 | 26 | -3   |
| 10   | SP Cailungo             | 5   | 18 | 1  | 3 | 14 | 17 | 43 | -26  |

|     | Qualifié pour les playoffs             |
|     | Relégué en Serie A2                    |
| (T) | Tenant du titre 1986-1987              |
| (P) | Promu de Serie A2 en 1986-1987         |
| (C) | Vainqueur de la Coppa Titano 1987-1988 |

### Playoffs
Il y a un changement pour le déroulement des playoffs par rapport à la saison précédente, les quatre premiers du classement sont rejoints cette année par les deux meilleurs clubs de Serie A2, le SS Virtus et le SS San Giovanni.
|  |                 |                 |              |            |            |           |                 |                 |                 |                 |                         |                         |                         |                |           |             |                  |                  |                |                  |                  |             |             |             |  |  |        |        |        |
|  | Premier Tour    | Premier Tour    | Premier Tour |            |            |           | Deuxième Tour   | Deuxième Tour   | Deuxième Tour   |                 |                         | Troisième Tour          | Troisième Tour          | Troisième Tour |           |             | Quatrième Tour   | Quatrième Tour   | Quatrième Tour |                  |                  | Demi-Finale | Demi-Finale | Demi-Finale |  |  | Finale | Finale | Finale |
|  |                 |                 |              |            |            |           |                 |                 |                 |                 |                         |                         |                         |                |           |             |                  |                  |                |                  |                  |             |             |             |  |  |        |        |        |
|  | SP Libertas     | SP Libertas     | 5            |            |            |           | SP Libertas     | SP Libertas     | 3               |                 |                         | SS Folgore/Falciano (P) | SS Folgore/Falciano (P) | 1 4            |           |             | SP Tre Fiori (P) | SP Tre Fiori (P) | 2              |                  |                  |             |             |             |  |  |        |        |        |
|  | SS Virtus       | SS Virtus       | 1            |            |            |           | SS San Giovanni | SS San Giovanni | 2               |                 |                         | SP Libertas             | SP Libertas             | 1 5            |           |             | SP Libertas      | SP Libertas      | 0              |                  |                  |             |             |             |  |  |        |        |        |
|  |                 |                 |              |            |            |           |                 |                 |                 |                 |                         |                         |                         |                |           |             |                  |                  |                | SP Tre Fiori (P) | SP Tre Fiori (P) | 3 6         |             |             |  |  |        |        |        |
|  |                 |                 |              |            |            |           |                 |                 |                 |                 |                         |                         |                         |                |           | SP Libertas | SP Libertas      | 0 7              |                |                  | SS Virtus        | SS Virtus   | 3 5         |             |  |  |        |        |        |
|  | SS Virtus       | SS Virtus       | 4            |            |            | SS Virtus | SS Virtus       | 1               |                 |                 | SS Folgore/Falciano (P) | SS Folgore/Falciano (P) | 1                       |                |           | SS Virtus   | SS Virtus        | 0 8              |                |                  |                  |             |             |             |  |  |        |        |        |
|  |                 |                 |              | SC Faetano | SC Faetano | 3         |                 |                 | SS San Giovanni | SS San Giovanni | 0                       |                         |                         | SS Virtus      | SS Virtus | 2           |                  |                  |                |                  |                  |             |             |             |  |  |        |        |        |
|  |                 |                 |              |            |            |           |                 |                 |                 |                 |                         |                         |                         |                |           |             |                  |                  |                |                  |                  |             |             |             |  |  |        |        |        |
|  | SC Faetano      | SC Faetano      | 0 6          |            |            |           |                 |                 |                 |                 |                         |                         |                         |                |           |             |                  |                  |                |                  |                  |             |             |             |  |  |        |        |        |
|  | SS San Giovanni | SS San Giovanni | 0 7          |            |            |           |                 |                 |                 |                 |                         |                         |                         |                |           |             |                  |                  |                |                  |                  |             |             |             |  |  |        |        |        |

## Bilan de la saison
| Tableau d'Honneur |               |
| Compétition       | Vainqueur     |
| Serie A1          | SP Tre Fiori  |
| Coppa Titano      | SP Domagnano  |
| Trophée Fédéral   | SP La Fiorita |

| Promotions et relégations |                           |
| Relégués en Serie A2      | SP Cailungo SS Murata     |
| Promus de Serie A2        | SS San Giovanni SS Virtus |